# محمد السنعوسي
محمد ناصر محمد السنعوسي (1938 - 15 نوفمبر 2022)؛ إعلامي كويتي، كان وزيرًا للإعلام الكويتي ما بين عامي 2006 و2007، وكان شريكًا بإنتاج فيلمي الرسالة وعمر المختار.

## دراسته
حصل على شهادته الجامعية من جامعة جنوب كاليفورنيا الأمريكية في الإعلام، كما درس النقد في المعهد العالي للفنون المسرحية في مصر.

## الحياة الشخصية
تزوج في عام 1966 من الإعلامية الكويتية باسمة سليمان، وأنجبا ثلاثة أولاد، ابنان وهما: طارق وزياد، وابنة واحدة وهي لولوة.

## أعماله

### بداياته
كان السنعوسي من مؤسسي تلفزيون الكويت الرسمي في العام 1960، (إذ كان للكويت تلفزيون غير رسمي عام 1952 وبعد الاستقلال اشترته الحكومة من ملاكه) وعمل فيه مسؤولًا تنفيذيًا ومنسقًا للبرامج، ومخرج ومنتج ومعد للبرامج.
في العام 1964 أصبح مراقبًا للبرامج في التلفزيون ثم مديرًا عامًا ثم وكيلًا مساعدًا لشؤون التلفزيون في الوزارة حتى 1985.
اشتهر محمد السنعوسي بتقديم برامج حوارية تتناول قضايا إصلاحية تثير ضجة وجدلًا في الكويت، مثل الحلقة الخاصة بقضية الشيكات بدون رصيد التي قدمها داخل سجن طلحة وقابل فيها المساجين المتهمين بهذه القضية، وأيضًا اهتم السنعوسي بتسليط الضوء على السلوكيات الخاطئة في المجتمع الكويتي، وكان يتسم برنامجه ببعض الطرافة كدعوته لاستخدام مزيل رائحة العرق وإطلاق حملة (الفار بدينار) لتنظيف البيوت من الفئران. له الفضل في تأسيس نادي الكويت للسينما وتأسيس فرقة التلفزيون للفنون الشعبية.

### شركة المشروعات السياحية
بعد تقاعده من وزارة الإعلام عمل مديرًا عامًا لشركة المشروعات السياحية ثم استقال وعمل بالتجارة الحرة.

### وزيرًا للإعلام
أصبح السنعوسي وزيرًا للإعلام في حكومة الشيخ ناصر المحمد الصباح في التشكيل الوزاري في فبراير 2006 ويوليو 2006، وقد تم تقديم استجواب بحقه وقدم استقالته قبل ساعات من مناقشة الاستجواب.

## مناصبه
خلال مسيرة حياته العملية تقلد العديد من المناصب منها:
- عضو مجلس كلية الآداب 2011-2012
- ساهم في تأسيس تلفزيون الكويت عام 1960
- عمل مخرجاً ومنتج ومراقباً للبرامج ومدير عام التليفزيون ثم الوكيل المساعد لشؤون التليفزيون حتى عام 1985 م
- رئيس ومدير عام – شركة المشروعات السياحية من 1986 – 1992 م
- رئيس ومدير عام – الشركة العربية العالمية للإنتاج السينمائي – البحرين. المؤسسون – حكومة الكويت وليبيا والمغرب عام 1984 – 1989 م
- رئيس ومدير عام – شركة HIT FILMS – هيوستن – تكساس – أمريكا عام 1985 – 1989م.
- رئيس مجلس إدارة – شركة الوفرة للمشاريع السياحية – القاهرة من 1990 – 2001 م.
- رئيس مجلس إدارة – الشركة المصرية الدانماركية للصناعات الخشبية – مصر من 1996 – 2001 م
- عضو المجلس الأعلى للتخطيط من عام 1996.

كما كان:
- مستشار مكتب الإنماء – الديوان الأميري.
- مستشار وعضو اللجنة العليا للقناة الفضائية المصرية – مصر.
- مستشار قنوات ORBIT التلفزيونية – المملكة العربية السعودية.
- مستشار شركة البيت التجاري العربي لشؤون الدعاية والإعلان – مصر.
- رئيس لجنة التأسيس للشركة الكويتية للكيبل التلفيزيوني.
- رئيس لجنة إدارة مؤسسة الإنتاج البرامجي المشترك لدول الخليج العربي (الكويت 1976).
- رئيس تحرير مجلة (دليل التليفزيون) من 1982 – 2003.
- المساهمة بوضع الأسس والدراسات الاعلامية ومن أبرز تلك المؤسسات التالية:
  - مؤسسة الإنتاج البرامجي المشترك لدول الخليج العربى (الكويت 1976)
  - وكالة أنباء الخليج (البحرين 1976).
  - جهاز تلفزيون الخليج (السعودية 1977).
  - المركز الخليجة لتنسيق التدريب الإذاعي والتليفزيوني (قطر 1979).
  - لجنة التنسيق والتخطيط الإعلامي البترولى (الكويت 1981).
  - لجنة التوثيق الإعلامي لدول الخليج (العراق 1981).
  - مركز التراث الشعبي (قطر 1981).
  - لجنة العلاقات الإعلامية الدولية (البحرين 1981).

## العضويات
- لجنة السياسات العامة
- لجنة الثقافة والإعلام والبحث العلمي
- لجنة التنمية الإدارية والمعلومات
- اللجنة الخاصة بالمرأة والطفولة
- رئيس اللجنة الوطنية العليا للاحتفالات بالعيد الوطني من 1970 – 1985م.
- عضو اللجنة الأولمبية الكويتية.
- عضو الدورات والعلاقات الدولية بالاتحاد العربي للألعاب الرياضية.
- عضو لجنة مكافحة المخدرات – وزارة الداخلية.
- عضو مجلس إدارة – الجمعية الكويتية لمكافحة التدخين والسرطان.
- عضو مجلس إدارة – شركة الخليج للاستثمارات العقارية – الإمارات.
- عضو مجلس إدارة – شركة الاسماعيلية للفنون – مصر من 1984 – 1988.
- عضو مجلس إدارة – استوديو بعلبك ممثلاً من حكومة الكويت – لبنان.
- رئيس نادي الكويت للسينما (جمعية نفع عام).

## الفعاليات
- شارك في الكويت وخارجها ممثلاً عن وزارة الإعلام في مجال الإعلام والسينما من عام 1960 – 1985.
- شارك في المؤتمرات الدولية ممثلاً من اتحاد الإذاعات العربية (الجامعة العربية)
- شارك في لجان التحكيم في المهرجانات السينمائية:
  - قرطاج – تونس (رئيس لجنة التحكيم – 1984م)
  - القاهرة – مصر (عضو لجنة التحكيم – 1992م)
- أسس وترأس مهرجان الخليج للإنتاج التلفزيوني (الأول– الثاني–الثالث)
- أسس وترأس التلفزيون للفنون الشعبية 1982م.

## الكتب والبرامج
- برنامج رسالة على تلفزيون الكويت
- برنامج السنعوسي على تلفزيون الكويت
- برنامج السنعوسي على قناة الراي
- صدر له كتاب: تلفزيون الكويت تاريخ وحكايات من إصدارات ذات السلاسل في الكويت.

## وفاته
توفي محمد السنعوسي في صباح يوم الثلاثاء 15 نوفمبر 2022 الموافق 21 ربيع الآخر 1444 هـ عن عمر ناهز 84 عامًا.